# Lisbeth Trickett
Lisbeth "Libby" Constance Trickett (nascida Lenton; Townsville, 28 de janeiro de 1985) é uma nadadora australiana, antiga detentora de quatro recordes mundiais: 50 e 100 metros livres em piscina longa, 200 metros livres e 100 metros borboleta em piscina curta.

## Vida pessoal
Casou-se com o nadador Luke Trickett em 2007, e trocou seu nome de competição de "Lenton" para "Trickett" durante as provas de seleção para as Olimpíadas de Pequim.

## Principais resultados
| | Evento                       | Tempo            | Data                   | Lugar            |
| Recordes detidos | Recordes detidos             | Recordes detidos | Recordes detidos       | Recordes detidos |
| --- | ---------------------------- | ---------------- | ---------------------- | ---------------- |
| WR | 200 metros livres (SC)       | 1:53.29          | 19 de novembro de 2005 | Sydney           |
| WR | 100 metros borboleta (SC)    | 55.95            | 28 de agosto de 2006   | Hobart           |
| WR | 100 metros livres (LC)       | 52.88            | 27 de março de 2008    | Sydney           |
| WR | 50 metros livres (LC)        | 23.97            | 29 de março de 2008    | Sydney           |
| OR | Revezamento 4x100 m livres   | 3:35.94          | 18 de agosto de 2004   | Atenas           |
| GR | 100 m livres                 | 53.54            | 18 de março de 2006    | Melbourne        |
| GR | Revezamento 4x200 m livres   | 7:56.68          | 18 de março de 2006    | Melbourne        |
| WR | 50 m Livres                  | 23.97            | 20 de março de 2006    | Sydney           |
| GR | Revezamento 4x100 m livres   | 3:36.49          | 20 de março de 2006    | Melbourne        |
| GR | Revezamento 4x100 m medley   | 3:56.30          | 21 de março de 2006    | Melbourne        |
| Medalhas olímpicas |                              |                  |                        |                  |
| | Revezamento 4 x 100 m livres | 3:35.94          | 14 de agosto de 2004   | Atenas           |
| | 50 m livres                  | 24.91            | 21 de agosto de 2004   | Atenas           |
| Medalhas nos Jogos do Commonwealth |                              |                  |                        |                  |
| | 100 m livres                 | 53.54 (GR)       | 18 de março de 2006    | Melbourne        |
| | Revezamento 4 x 200 m livres | 7:56.68 (GR)     | 18 de março de 2006    | Melbourne        |
| | 50 m livres                  | 24.61 (GR)       | 20 de março de 2006    | Melbourne        |
| | Revezamento 4 x 100 m livres | 3:36.49 (GR)     | 20 de março de 2006    | Melbourne        |
| | Revezamento 4 x 100 m medley | 3:56.30 (GR)     | 21 de março de 2006    | Melbourne        |
| | 200 m livres                 | 1:57.51          | 16 de março de 2006    | Melbourne        |
| | 100 m borboleta              | 57.80            | 19 de março de 2006    | Melbourne        |
| WR = Recorde mundial \| OR = Recorde olímpico \| GR = Recorde dos Jogos do Commomwealth \| CR = Recorde do Campeonato do Mundo — SC - Piscina curta \| LC = Piscina longa |                              |                  |                        |                  |